# Hypochaeridinae
Sous-tribu
Les Hypochaeridinae sont une sous-tribu de plantes herbacées de la famille des Asteraceae.

## Liste des genres
Selon NCBI (3 juillet 2014) :
- genre Hedypnois
- genre Helminthotheca
- genre Hypochaeris
- genre Leontodon
- genre Nabalus
- genre Picris
- genre Prenanthes
- genre Scorzoneroides
- genre Urospermum